# قرار مجلس الأمن التابع للأمم المتحدة رقم 735
قرار مجلس الأمن التابع للأمم المتحدة رقم 735، المعتمد بدون تصويت في 29 كانون الثاني / يناير 1992، بعد دراسة طلب أرمينيا لعضوية الأمم المتحدة، أوصى المجلس الجمعية العامة بقبول أرمينيا.